# Frederic Guillerm von Seydlitz
Frederic Guillerm von Seydlitz (Kalkar, 3 de febrer de 1721 - Ohlau, 7 de novembre de 1773) va ser un general de cavalleria de Prússia i inspector general de cavalleria.
Juntament amb Hans Joachim von Zieten, va ser un dels millors oficials de cavalleria del segle xviii, representant de l'oficial creatiu que era capaç de prendre decisions per si mateix. Va participar en la Guerra de Successió Austríaca i a la Guerra dels Set Anys, exercint un paper clau en les victòries prussianes, com les de Rossbach i Zorndorf.